# SVS Codatronca Monza
La Spada Codatronca Monza è un'autovettura prodotta dalla casa automobilistica italiana Spada Vetture Sport, presentata nel 2011.

## Caratteristiche
Presentata come concept car nell'aprile 2011 al Top Marques di Monaco, la vettura è stata posta in vendita subito dopo, in una tiratura limitata a circa 10-20 esemplari l'anno. Si tratta di una vettura derivata direttamente dalla Codatronca TS del 2008, rispetto alla quale si differenzia per la carrozzeria, non più di tipo berlinetta, ma di tipo barchetta, con un parabrezza molto basso. Anche la base meccanica riprende quanto già visto sulla TS, ossia il possente motore V8 di origine Corvette Z06, della cilindrata di 7011 cm³, rivisto e reso ancora più performante grazie all'ausilio di due compressori volumetrici Rotrex C38 Italtecnica, i quali contribuiscono largamente a portare la potenza massima della vettura dagli originari 513 CV della Z06 a ben 720 CV disponibili sulla Codatronca Monza (contro i 620 CV della versione berlinetta), ed è inoltre disponibile una considerevole quantità di coppia motrice, che trova il suo apice a ben 883 Nm. Con una cavalleria del genere e grazie anche ad un peso a vuoto limitato a soli 1.180 kg, la vettura riesce a raggiungere una velocità massima di 335 km/h, coprendo lo scatto da 0 a 100 km/h in meno di 3 secondi.

Per quanto riguarda la struttura, viene utilizzato un telaio tubolare in lega di alluminio dal peso ridotto, ma anche pannelli carrozzeria in materiale composito. Le sospensioni e l'impianto frenante sono ripresi direttamente dalle vetture FIA GT3, mentre molto particolare è il volante dotato di sistema di acquisizione dati in tempo reale e di un altro sistema per il controllo di una videocamera integrata nell'auto, in modo tale da poter creare un video ad alta definizione delle performance della vettura in pista.

Anche l'abitacolo fa uso di materiali leggeri, e d'ispirazione strettamente corsaiola.
Per la produzione in piccola serie, la Codatronca Monza è stata proposta anche con una variante meno estrema del suo propulsore, in grado comunque di erogare la non indifferente potenza di 500 CV. Inoltre, i facoltosi acquirenti che vorranno chiuderne una nel proprio garage potranno anche far allestire la vettura in maniera meno spartana, ed anzi come una vera e propria roadster di lusso, con interni in pelle ed alcantara, impianto hi-fi, una plancia specifica e addirittura il climatizzatore ed un parabrezza più alto e dotato di tergicristallo.